# Amelia Bloomer
Amelia Jenks Bloomer (27. května 1818 Homer – 30. prosince 1894 Council Bluffs) byla americká redaktorka novin, bojovnice za práva žen a za střídmost. Přestože nevytvořila reformní styl dámského oblečení známý „bloomers”, bylo s ním spojeno její jméno, neboť ho brzy po jeho vzniku velmi prosazovala. Díky své práci pro noviny The Lily se stala první ženou, která vlastnila, řídila a vydávala noviny pro ženy.

## Životopis

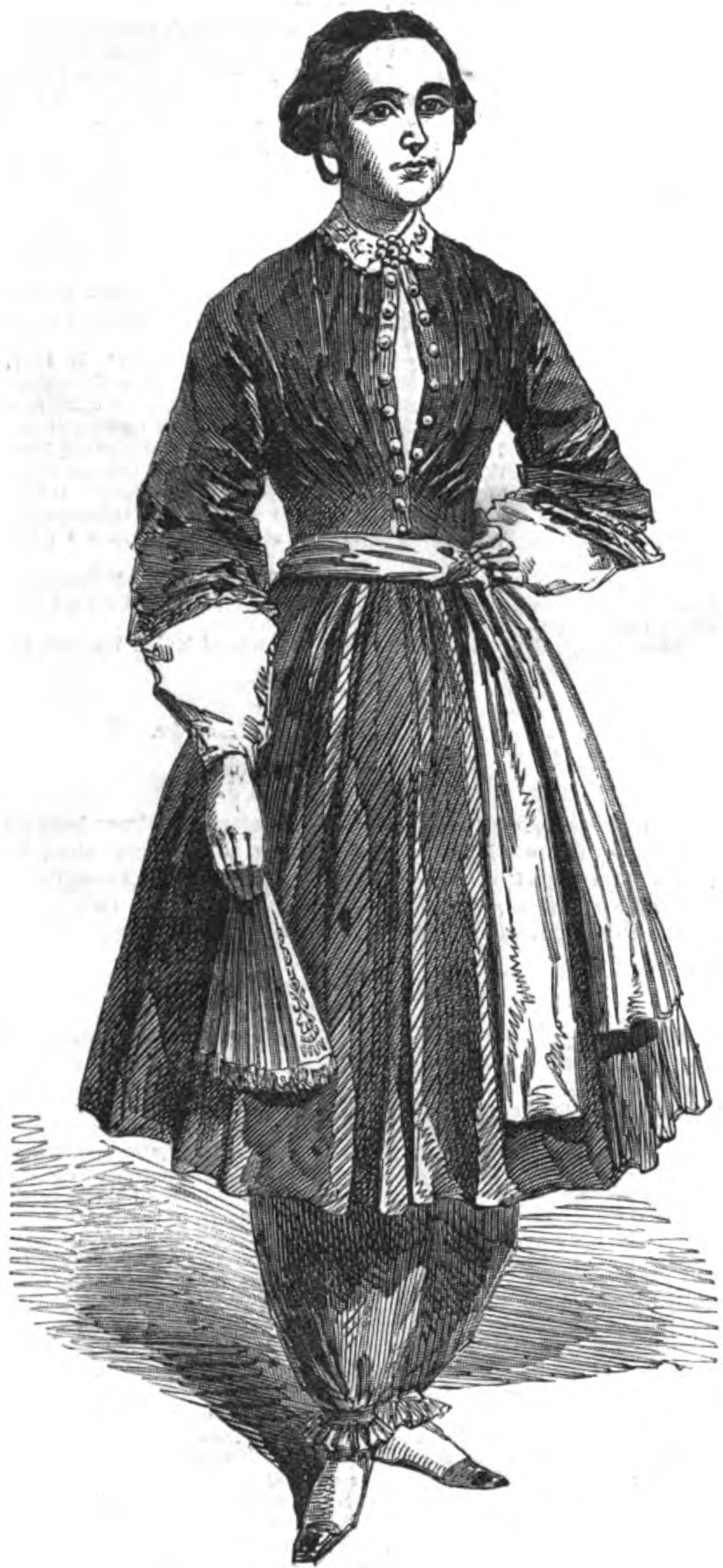
Amelia Bloomer na ilustraci z novin Illustrated London News

Amelia Jenks se narodila v roce 1818 ve městě Homer ve státě New York Ananiasi Jenksovi a Lucy (Webb) Jenks. Byla jednou z nejmladších v početné rodině, měla nejméně čtyři sestry a dva bratry. Byla z rodiny skromných poměrů a formálního vzdělání se jí dostalo jen v rámci několika ročníků místní okresní školy.

### Kariéra
Po krátkém čase ve škole se ve svých 17 letech rozhodla přestěhovat. Nastěhovala se ke své nově provdané sestře Elvíře, která žila ve Waterloo. Do roka se přestěhovala do domu rodiny Orena Chamberlaina v Seneca Falls, kde působila jako vychovatelka jejich tří nejmladších dětí.
Dne 15. dubna 1840, když jí bylo 22 let, se provdala za studenta práv Dextera Bloomera, který ji povzbudil, aby psala pro jeho newyorské noviny Seneca Falls County Courier. Bloomer podporoval její aktivismus. V rámci hnutí za střídmost se dokonce vzdal alkoholu.
Amelia první roky života strávila v okrese Cortland ve státě New York. V roce 1852 se s rodinou přestěhovala do Iowy.

### Sociální aktivismus

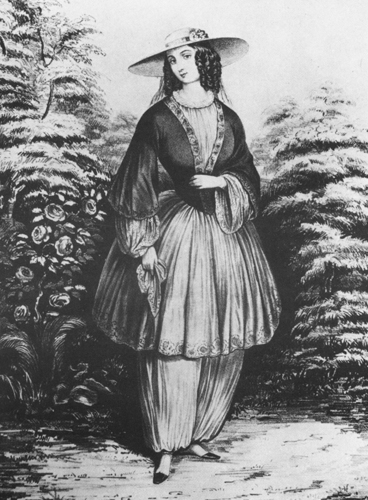
Šaty bloomers

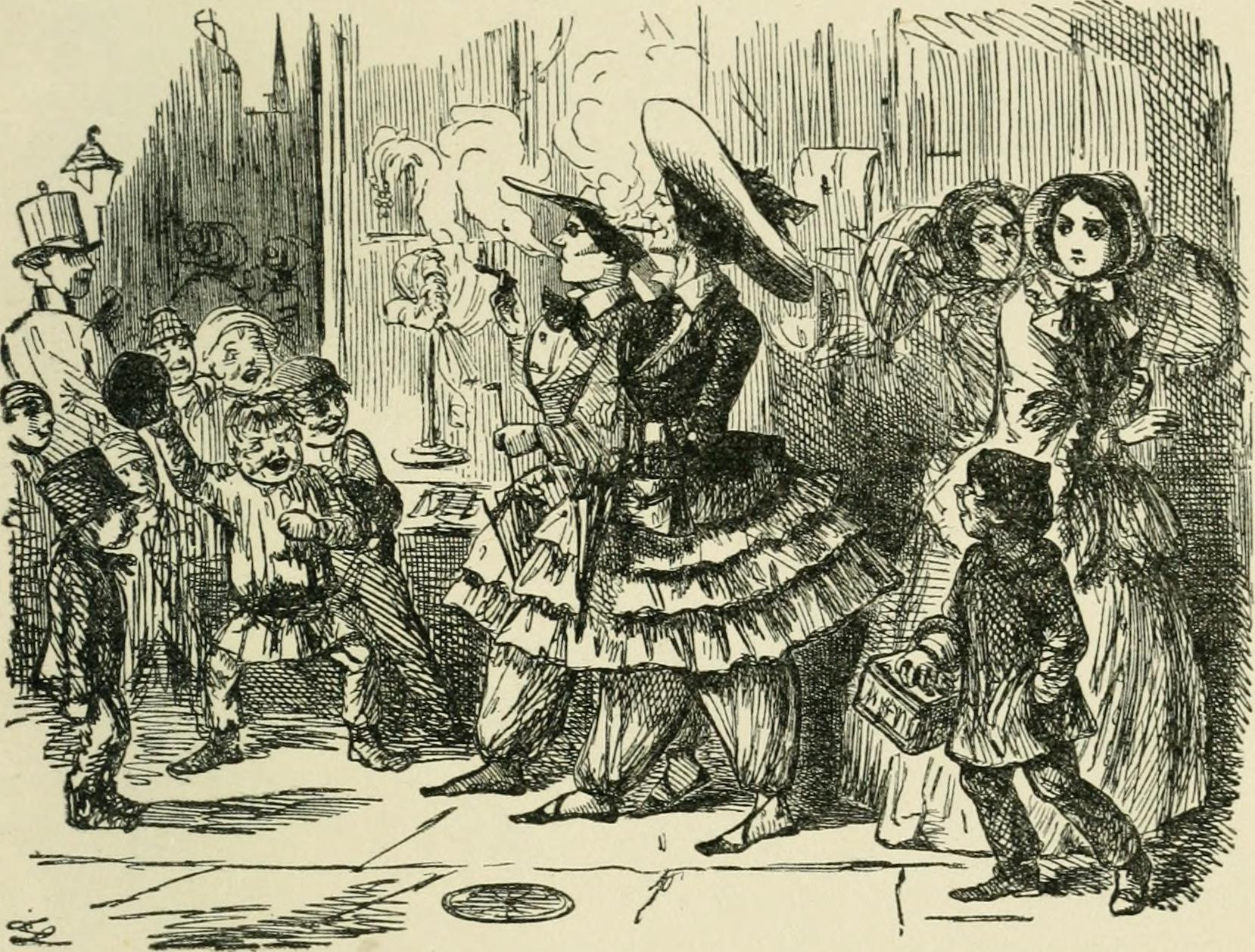
Posměšná karikatura žen oblečených v bloomerkách

V roce 1848 se Amelia Bloomer zúčastnila shromáždění v Seneca Falls, prvního shromáždění za práva žen, ačkoli kvůli svému hlubokému spojení s episkopální církví nepodepsala Deklaraci práv a postojů a následné rezoluce. Toto setkání jí posloužilo jako inspirace k založení novin. Tyto noviny byly později vzorem pro pozdější periodika zaměřená na ženské volební právo.

Amelia Bloomer popsala své zkušenosti první ženy, která vlastnila, provozovala a redigovala zpravodajský prostředek pro ženy:
Byl to potřebný nástroj k šíření pravdy nového evangelia pro ženy a já jsem nemohla zadržet svou ruku, abych tím zastavila započaté dílo. Od začátku jsem neviděla konec a snila o tom, kam až mě mé návrhy společnosti dovedou.
Ve své publikaci prosazovala změnu norem oblékání pro ženy, které by byly méně omezující při běžných činnostech:
Kostým ženy by měl odpovídat jejím potřebám a nárokům. Měl by zároveň přispívat k jejímu zdraví, pohodlí a užitečnosti, a i když by neměl chybět ani k její osobní ozdobě, měl by být tento cíl druhořadý.
V roce 1851 si aktivistka za střídmost Elizabeth Smith Miller (známá také jako Libby Miller) v Nové Anglii osvojila oděv, který považovala za racionálnější: volné kalhoty stažené u kotníků, jaké nosí ženy na Blízkém východě a ve Střední Asii, doplněné krátkými šaty nebo sukní a vestou. Miller předvedla svůj nový oděv sestřenici Elizabeth Cady Stanton, která jej shledala rozumným a slušivým a okamžitě jej akceptovala. V tomto oděvu Stanton navštívila Amelii Bloomer, která také začala tento oděv nosit a nadšeně jej propagovala ve svých novinách. Nové šaty rychle obletěly mediální svět. Amelii se dostávalo komentářů, chvály i odsudků. Zvláště poté, co zveřejnila svou fotografii v reformních šatech, do redakce začalo chodit mnoho dopisů. Amelia o tom napsala: „Jakmile se rozkřiklo, že nosím nové šaty, přicházely mi stovky dopisů od žen z celé země, které se na ně vyptávaly a žádaly o vzory, což svědčí o tom, jak jsou ženy připravené a dychtivé odhodit břemeno dlouhých a těžkých sukní.” Po vypuknutí sporu o šaty narostl i zájem o noviny. The Lily zvýšily náklad z 500 na 4000 kusů. Přestože Amelia nebyla tvůrkyní tohoto módního trendu, její jméno s ním bylo neodmyslitelně spjato. Z příznivkyň tohoto stylu staly „Bloomeritky” či vyznavačky „Bloomerismu” nebo jednoduše nositelky „Bloomerek”. Netrvalo však dlouho a vlna veřejného mínění se změnila z rozpačitých komentářů ve skeptické. Ženy oblékající tento oděv čelily obtěžování, protože jím viditelně deklarovaly svůj odporu proti „přirozené“ roli ženy. Sama Amelia se k delším sukním vrátila v roce 1859 a poznamenala, že pro to měla několik důvodů: po přestěhování do Iowy cítila touhu zapadnout do nového společenského života a získat si přátele, což bylo podle ní snazší v módnějším oblečení. Také poznamenala, že nový vynález – krinolína, odstranil těžké spodnice, proti nimž měla výhrady, a cítila, že jsou jiné důležitější věci, na které by měla zaměřit svou energii.
V roce 1851 seznámila sufražetky Elizabeth Cady Stanton a Susan B. Anthony. V roce 1854, když se Amelia a její manžel rozhodli přestěhovat do Council Bluffs v Iowě, prodala The Lily Mary Birdsall z Richmondu. Mary Birdsall a Dr. Mary F. Thomas pokračovaly ve vydávání časopisu nejméně do roku 1859.
Amelia zůstala průkopnicí volebního práva žen po celý svůj život a psala pro celou řadu periodik. Přestože byla mnohem méně známá než jiné feministky, přispěla k ženskému hnutí mnoha významnými věcmi – zejména pokud jde o reformu oblékání. Vedla také kampaně za volební právo žen v Nebrasce a Iowě a v letech 1871–1873 působila jako předsedkyně Iowské asociace pro volební právo žen.
Amelia Bloomers zemřela v roce 1894 v Council Bluffs v Iowě. Je zde pohřbena na hřbitově Fairview Cemetery.

## Pamětihodnosti

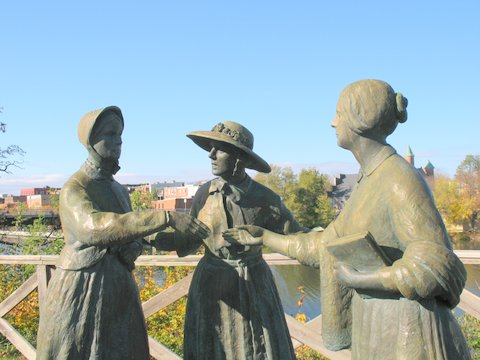
Když Anthony potkala Stanton – sousoší Teda Auba v Seneca Falls

Společně s Elizabeth Cady Stanton, Sojourner Truth a Harriet Tubman je  20. července připomínána v kalendáři všech svatých Episkopální církve.
V roce 1975 byla uvedena do Iowské ženské síně slávy. V roce 1980 byl její dům zapsán do registru historických památek. V roce 1995 byla uvedena do Národní ženské síně slávy. V roce 1999 bylo odhaleno sousoší Teda Auba upomínající na den 12. května 1851, kdy Amelia Bloomer seznámila Susan B. Anthony s Elizabeth Cady Stanton. Tato sousošía s názvem „Když Anthony potkala Stanton” sestává ze tří bronzových soch v životní velikosti, umístěných aby shlížely na jezero Van Cleef v Seneca Falls, kde k tomuto setkání došlo.
Od roku 2002 do roku 2020, Americká společnost knihoven každoročně vydávala seznam Amelia Bloomer List s nově vydanými tituly s významnějším feministickým obsahem pro mladší čtenáře. V roce 2020 byl název seznamu změněn na Rise: A Feminist Book Projet.